# Cicindela tenuicincta
Cicindela tenuicincta este o specie de insecte coleoptere descrisă de Schaupp în anul 1884. Cicindela tenuicincta face parte din genul Cicindela, familia Carabidae. Această specie nu are alte subspecii cunoscute.